# بادج ويلسون
بادج ويلسون هي مصورة وكاتبة للأطفال وكاتِبة كندية، ولدت في 2 مايو 1927 في هاليفاكس في كندا.